# チェアトラーリナヤ駅 (モスクワ地下鉄)
座標: 北緯55度45分28秒 東経37度35分01秒 / 北緯55.7578度 東経37.5835度
チェアトラーリナヤ駅（チェアトラーリナヤえき、ロシア語: Театральная）は、モスクワ地下鉄2号線の駅。駅名はボリショイ劇場（ロシア語: Большой театр）に由来する。

## 駅の場所
クレムリンの北東に位置し、赤の広場の最寄駅である。

## 歴史
1938年9月11日に2号線の最初の区間の一部として完成した。

## 乗り換え
- 1号線オホートヌイ・リャート駅
- 3号線プローシャチ・レヴォリューツィ駅